# إينوك فينكلر
إينوك فينكلر هو فلاح وسياسي كندي، ولد في 2 يناير 1852، وتوفي في 1 نوفمبر 1928.